# Babri (Burkina Faso)
Pour les articles homonymes, voir Babri.
Babri, également appelé Babéré, est une commune rurale située dans le département de Bogandé de la province de la Gnagna dans la région de l'Est au Burkina Faso.

## Géographie
Babri se trouve à 7 km à l'est de Léoura.

## Santé et éducation
Le centre de soins le plus proche de Babri est le centre de santé et de promotion sociale (CSPS) de Léoura.